# Església de Sant Blai (Borriana)
L'església de Sant Blai, coneguda més popularment com a ermita de Sant Blai, és un lloc de culte catòlic situat a Borriana, Plana Baixa, catalogat com Bé de Rellevància Local segons la Disposició Addicional Cinquena de la Llei 5/2007, de 9 de febrer, de la Generalitat, de modificació de la Llei 4/1998, d'11 de juny, del Patrimoni Cultural Valencià (DOCV Núm. 5.449 / 13/02/2007), amb codi 12.06.032-003.
Situat al carrer de Sant Blai, de Borriana, data de finals del segle xix, en concret de l'any 1884.

## Història
Després de la conquesta de Borriana per les tropes de Jaume I d'Aragó, el rei va repoblar la zona amb població aragonesa, sobretot provinents d'Albarrasí, Teruel, Daroca i fins i tot de Saragossa. Aquests nous pobladors van portar amb si els seus costums, entre les quals destaca la seva devoció per Sant Blai que van arrelar per les terres en les quals es van establir, la qual cosa explica que Sant Blai sigui el patró de Borriana. Poc després d'arribar a Borriana, i concentrats aquests nous pobladors a la zona del carrer Major, van començar a utilitzar una ermita (situada a la riba del riu Ana) per donar culte a Sant Blai, al que a poc a poc se li van anar atribuint diversos miracles que li van portar a ser triat patró de la població.
Segons sembla la primera ubicació es va realitzar en una antiga mesquita, donada poc abans de la conquesta pel pare de Jaume I, i adossada a la mateixa existia un hospital de pobres, que actualment ja no existeix.
Aquesta antiga ermita es va derrocar l'any 1882 amb la intenció d'erigir un nou temple de majors dimensions, que és obra de Salvador Forç, que la va construir sense un estil definit, encara que pot considerar-se que destaquen sobre altres els elements arquitectònics característics del neoclassicisme (com posen en relleu el frontó i el campanar).
La imatge del sant que en l'ermita antiga es venerava va ser destruïda a principis de la guerra del 36, substituint-se per una altra moderna, obra de Julio Pascual Rubert Fuster.

## Descripció
El temple és un edifici de difícil catalogació per la indefinició del seu estil, malgrat és considere fonamentalment neoclàssic per la decoració exterior de la seva façana.
Interiorment destaca una taula policromada amb la imatge del sant (que es considera va arribar a la ciutat portada dels primers repobladors aragonesos, i que possiblement formés part de la decoració interior del Palau de la Aljafería de Saragossa), data del segle xv i recentment restaurada, que va formar part de l'exposició “Espais de Llum” de la Fundació la Llum de les Imatges.